# Пачута (Міссісіпі)
Пачута (англ. Pachuta) — місто (англ. town) в США, в окрузі Кларк штату Міссісіпі. Населення — 207 осіб (2020).

## Географія
Пачута розташована за координатами 32°2′39″ пн. ш. 88°53′4″ зх. д. / 32.04417° пн. ш. 88.88444° зх. д. (32.044108, -88.884393).  За даними Бюро перепису населення США в 2010 році місто мало площу 6,32 км², уся площа — суходіл.

## Демографія
Згідно з переписом 2010 року, у місті мешкала 261 особа в 111 домогосподарстві у складі 72 родин. Густота населення становила 41 особа/км².  Було 134 помешкання (21/км²).
Расовий склад населення:
| - 69,0 % — білих - 30,7 % — чорних або афроамериканців - 0,4 % — корінних американців |

До двох чи більше рас належало 0,0 %. Частка іспаномовних становила 0,0 % від усіх жителів.
За віковим діапазоном населення розподілялося таким чином: 21,1 % — особи молодші 18 років, 59,4 % — особи у віці 18—64 років, 19,5 % — особи у віці 65 років та старші. Медіана віку мешканця становила 45,3 року. На 100 осіб жіночої статі у місті припадало 78,8 чоловіків;  на 100 жінок у віці від 18 років та старших — 82,3 чоловіків також старших 18 років.
Середній дохід на одне домашнє господарство  становив 47 206 доларів США (медіана — 38 333), а середній дохід на одну сім'ю — 45 984 долари (медіана — 39 375). За межею бідності перебувало 32,9 % осіб, у тому числі 55,2 % дітей у віці до 18 років та 11,6 % осіб у віці 65 років та старших.
Цивільне працевлаштоване населення становило 95 осіб. Основні галузі зайнятості: освіта, охорона здоров'я та соціальна допомога — 27,4 %, сільське господарство, лісництво, риболовля — 16,8 %, виробництво — 13,7 %, роздрібна торгівля — 11,6 %.